# 世界の闇図鑑
『世界の闇図鑑』（せかいのやみずかん）は、2017年4月から6月までテレビ東京、AT-Xにて放送の5分枠のショートホラーアニメ。
ILCAが『闇芝居』に続き製作する昭和レトロな劇画タッチの紙芝居風オムニバスショートホラーアニメ。

## 未確認物体
森の宇宙人
第1話「誘惑の黒い影」に登場。
UFOから降り立った身長約4ｍ程の宇宙人らしき生物。宇宙船の中は実験室である。捕らえられたものは、何かの実験に使われてしまうらしい。この宇宙人に、徒手空拳の地球人が勝てるわけがない。幾億の惑星がある宇宙空間において、生命体が存在するのは地球だけ？そんなはずがない。地球外生命体は必ず存在し、そして常に我々を狙っている。
雪山の獣人
第2話「雪の中の妖精」に登場。
可愛らしい雪だるまに隠れて猫なで声で近づき、子供をさらっていく怪物。雪山で昔から多くの目撃情報が絶えない。生け捕りにした記録がない。かなりの知的レベルがある。
人喰い車
第3話「荒野を駆ける死神」に登場。
荒野を疾走し、車自体に宿った闇の力が人間を喰らい、その血を動力に換える。足に機械が刺さり、そこから血を吸われる。乗っている女は、獲物をおびき寄せる擬似餌である。自動車という人類の文明の産物も、長い歴史を経るうちに魂を宿し意思を持つ。これはその最悪の事例と言えよう。
コーンキャッチャーフィッシュ
第4話「謎の円形の正体」に登場。
人間は他の生物と完全に意思疎通をすることが出来ない。この「コーンキャッチャーフィッシュ」も、一体なぜ大群で襲ってくるのか、なぜ発光するのか、なぜ円を描くのかなど、我々は知る由も無い。しかし、一つだけわかっていることは、彼らはトウモロコシを根こそぎ食らっていく悪魔だということだ。
未来人
第5話「機械人がやってくる」に登場。
人類を滅ぼし、入れ替わったロボット。人類は進歩している。しかし更に早いスピードで進化しているのが機械。「AI」だ。もうすでに、AIを敵に回したら勝てない時代がやってきている。ならば、数年後、数十年後はどうなっている？我々人類が駆逐され、AIの軍門に下っていることなど、容易に想像がつクものナノダ.フ.フ.フ.
魚頭
第6話「砂に消えた悪夢」に登場。
魚の頭の化け物のような、5mを超える巨体の生物。死んだふりで相手を油断させ、幅2m以上の大きな口で獲物を丸呑みにする。弱肉強食。それはこの世の摂理である。強い者が食うのではない。食った者が強いのだ。
道化師
第7話「無邪気な道化師」に登場。
曇りの日に、鏡を入り口にして人をあらゆる手段で脅かして連れ去る。誰の心にも巣食う「邪悪」の部分を隠すには笑顔が適している。この「道化師」は闇の世界から笑顔で近づき、我々の生活に入り込む。鏡の向こうに笑顔が見えたら、要注意だ。
抗生物質
第8話「病にかからぬ謎の民」に登場。
絶対に病気にならない民族が特殊な薬で、何も知らずに自分たちの秘密を知りたい人間を病原体サイズまで小さくしたもの。病原体サイズになってしまった人間は、体の中のウイルスを倒すという使命を果たさなくてはならない抗生物質と化してしまう。医学の進歩はめざましい。だが、病気はなくならない。そこには人体とウィルスとの激しい攻防があるのだ。ウィルスの進化に太刀打ち出来るのは、人間の知性を備えた抗生物質であることを、彼らは本能的に気づいたのだ。
悪魔の箱
第9話「不幸を呼ぶ呪いの箱」に登場。
いつからそこにあるのか、何が入っているのか、誰も知らない謎の箱。子供には、人の声が聞こえるという。やさしいオルゴールの音で人々を誘い、触れただけでなく見ただけでも魅入られた者に不幸を呼ぶ。
呪われた面
第10話「最期を見つめる奇面」に登場。
太古の昔から、人々の処刑を見続けてきた結果、魅入られた者の目をふさぎ、死に追いやるようになった、謎の面。そこには多くの罪人たちの怨念が詰まっているのか。はたまた、その面が処刑を引き寄せ、目の前で惨殺させていたのか。その謎を知るには、面を着けるしかないのだろう。
地底人
第11話「地底からの呼び声」に登場。
長い地底生活によって肉体が退化してしまい、地上人への嫉妬心から人々を次々と石像に変えている。劇中では観光客のカップルが石にされた。大きな石像が並ぶ、太平洋の島にいる。人間は海に憧れ船を造り、空に憧れ飛行機を作った。しかし地底には目を向けてこなかった。それは地底人にとって幸運なことであった。自分たちのテリトリーを荒らされること無く、文明を進歩させ、地球を荒らす人間どもを駆逐する作戦を立てられるのだから。
ヒューマンフィッシュ
第12話「海底に蠢く赤い目」に登場。
若くして天才と呼ばれたが、道を踏み外した生物学者が、地球のためと称して人間を改造して、その恨みから作り出した、無敵の生物。水中での自由な活動力と、人間の知性を兼ね備えている。常に水中にいることで人間ばなれした体力も手に入れていることは、もはや説明不要だろう。
人間樹木
第13話「霧につつまれた樹木」に登場。
救いを求める人間を霧で惑わして取り込む樹木。取り込まれた人間は幸福な顔が木の幹に浮かび上がる。人は常に付きまとう寂しさをどうやって打ち消すのか。未来に救いを求めるのか。過去を断ち切るのか。樹木になるのか。人としての存在は消えても、その場所から動けなくても、その魂は木に宿り続けるのだ。

## キャスト
- ストーリーテラー - 斎藤工
- 戸井勝海[2]
- 伊藤明賢[3]
- 永滝元太郎[4]
- 滝口幸広[5]
- 護あさな[6]
- 今川碧海[7]
- 奥田佳弥子[8]
- 植田慎一郎[9]
- 石川ゆうや[10]
- 神門実里（ノーメイクス）[11]
- 上埜すみれ（ノーメイクス）[12]
- 伴秀光[13]
- 渡辺哲[14]
- 井口昇[15]
- ZOE[16]
- 吉田ウーロン太[17]

## スタッフ
- 総監督 - 井口昇
- 企画 - 山川典夫(テレビ東京)、岩﨑拓矢(ILCA)
- プロデューサー - 細谷伸之(テレビ東京) 、船田晃(ILCA)、福井真奈（ワンダーヘッド）
- 音楽 - 福田裕彦
- 制作 - ILCA
- 制作協力 - ワンダーヘッド
- 製作 - 「世界の闇図鑑」製作委員会

## 主題歌
エンディングテーマ「me to me」
作詞・作曲 - 玉置周啓 / 歌 - MONO NO AWARE

## 各話リスト
| 話数   | サブタイトル       | 監督     | 脚本           | イラストレーター | 未確認物体                   |
| ------ | ------------------ | -------- | -------------- | ---------------- | ---------------------------- |
| 第1回  | 誘惑の黒い影       | 井口昇   | 井口昇         | 海老原優         | 森の宇宙人                   |
| 第2回  | 雪の中の妖精       | 井口昇   | 井口昇         | 工藤稜           | 雪山の獣人                   |
| 第3回  | 荒野を駆ける死神   | 上野遼平 | 吉田ウーロン太 | 森野達弥         | 人喰い車                     |
| 第4回  | 謎の円形の正体     | 中平一史 | 井口昇         | 本田淳           | コーンキャッチャーフィッシュ |
| 第5回  | 機械人がやってくる | 井口昇   | 井口昇         | 加藤礼次朗       | 未来人                       |
| 第6回  | 砂に消えた悪夢     | 井口昇   | 吉田ウーロン太 | 海老原優         | 魚頭                         |
| 第7回  | 無邪気な道化師     | 井口昇   | 井口昇         | 神門実里         | 道化師                       |
| 第8回  | 病にかからぬ謎の民 | 飯塚貴士 | 飯塚貴士       | 森野達弥         | 抗生物質                     |
| 第9回  | 不幸を呼ぶ呪いの箱 | 井口昇   | 井口昇         | 本田淳           | 悪魔の箱                     |
| 第10回 | 最期を見つめる奇面 | 上野遼平 | 吉田ウーロン太 | 海老原優         | 呪われた面                   |
| 第11回 | 地底からの呼び声   | 飯塚貴士 | 吉田ウーロン太 | 加藤礼次朗       | 地底人                       |
| 第12回 | 海底に蠢く赤い目   | 中平一史 | 吉田ウーロン太 | 本田淳           | ヒューマンフィッシュ         |
| 第13回 | 霧につつまれた樹木 | 井口昇   | 井口昇         | 海老原優         | 人間樹木                     |

## 放送局
| 放送期間               | 放送時間                     | 放送局     | 対象地域 | 備考                                                             |
| ---------------------- | ---------------------------- | ---------- | -------- | ---------------------------------------------------------------- |
| 2017年4月3日 - 6月26日 | 月曜 3:35 - 3:40（日曜深夜） | テレビ東京 | 東京都   |                                                                  |
| 2017年4月7日 - 7月5日  | 金曜 0:00 - 0:05（木曜深夜） | AT-X       | 日本全域 | CS放送 / リピート放送あり 第13回（最終回）のみ 水曜20:10 - 20:15 |

| 配信期間       | 配信時間        | 配信サイト       | 備考     |
| -------------- | --------------- | ---------------- | -------- |
| 2017年4月3日 - | 月曜 12:00 更新 | あにてれしあたー | 有料配信 |